# Hartwig Bartz
Hartwig Bartz (* 21. Februar 1936 in Rammelsbach; † 29. April 2001) war ein deutscher Schlagzeuger des Modern Jazz. Er gilt als bedeutendster Drummer im deutschen Jazz um 1960.

## Leben
Bartz, der aus einer westpfälzischen Musikerfamilie stammte, brachte sich als Autodidakt das Schlagzeugspiel bei. Als Profimusiker war er zunächst in der US-Truppenbetreuung in Baumholder und an anderen Militärstandorten der Westpfalz tätig. 1958 begleitete er in Hamburg Stan Getz, dann tourte er mit Chet Baker und trat in Baden-Baden mit Oscar Pettiford auf. 1959 bis 1960 spielte er regelmäßig im Heidelberger Jazz Club Cave 54 in einem Quartett zusammen mit Karl Berger (Klavier und Vibraphon), Bent Jædig (Tenorsaxophon), und Joop Christopher (Bass). 1960 galt er als Hard-Bop-Spezialist und spielte mit Peter Trunk im Quintett von Albert Mangelsdorff, in dem er bis 1961 blieb und „dessen stilistische Entwicklung mit seiner im deutschen Jazz der Zeit einmaligen rhythmischen Vielfalt weiter vorantrieb.“ Bartz absolvierte vielbeachtete, wenn auch nicht unumstrittene Auftritte, unter anderem auf dem Deutschen Jazzfestival 1960 und 1962. Auf dem Festival von Antibes wurde er als bester Schlagzeuger ausgezeichnet. Er spielte weiterhin bei Fritz Münzer, Wolfgang Lauth, Don Cherry, Egon und Freddy Christmann, bevor er nach Hamburg und nach Berlin ging, wo er 1965 u. a. mit Leo Wright im Ostteil der Stadt spielte, aber auch mit dem Kabarettisten Wolfgang Neuss in dessen Programm „Neuss Gericht“ auftrat. Anschließend ging er nach München, wo er bis 1969 im Domicile mit Joe Haider, Pony Poindexter, Olaf Kübler  oder Alexander von Schlippenbach arbeitete. In Hamburg spielte er anschließend noch mit Michael Naura.
Aufgrund einer Drogensucht kam es zum Zusammenbruch und Entzug. Im Januar 1971 erschlug er unter nie ganz geklärten Umständen seine Ehefrau und musste fast zwei Jahrzehnte in der geschlossenen Psychiatrie verbringen. 1989 entlassen, war er nicht mehr in der Lage einer geregelten Tätigkeit nachzugehen.

## Diskographische Hinweise
- Oscar Pettiford: Sessions 1958-60 (unter anderem mit Monica Zetterlund, Lucky Thompson, Dusko Goykovich)
- Fritz Münzer: Live 1962 (unter anderem mit Manfred Schoof und Joe Haider)
- Clark Terry: Wham. Live At the Jazzhouse (MPS)
- Leo Wright: Flute+Alto-Sax (Amiga) 1965
- Modern Jazz Studio Nr.4  (Amiga) 1965/70
- Wolfgang Neuss Neuss Testament-Die Villon Show  (Fontana) 1966 (rec.1965)